# Да! (альбом Жасмин)
«Да!» — пятый альбом певицы Жасмин, вышедший в 2004 году. В него вошло 16 композиций (2 из которых ремиксы) и 4 музыкальных клипа: «Да!», «Самый любимый», «Капля лета» и «Разгадай любовь».
В марте 2005 года Жасмин выступила в ГЦКЗ «Россия» с программой «Да!». Трансляция концерта проходила на телеканале Россия 1 (Россия).
Презентация юбилейного альбома прошла в развлекательном комплексе «Метелица».
В альбом вошли два ремейка произведений: «Так не должно быть» и «Утренняя гимнастика». Музыка к песне «Как всегда» написана Жасмин.
Всего было продано около 650 000 копий альбома (самый успешный альбом Жасмин). Переиздавался два раза.

## Реакция критики
Рецензент Леопольд Покровский из агентства InterMedia посчитал, что музыка, которую исполняет Жасмин «не подразумевает бурной зрительской реакции», и что «её песни не раздражают даже тех, кто не особенно любит попсу». Рецензент положительно отметил исполнение певицей песни Владимира Высоцкого «Утренняя гимнастика», посчитав, что она обнаружила «даже некоторые задатки характерной актрисы».

## Список композиций
1. «Да!» (муз. В. Васильев, сл. И. Каминская, Э. Мельник)
2. «Самый любимый» (муз. и сл. А. Гусейнов)
3. «Разгадай любовь» (муз. И .Брылин, сл. С. Саунин)
4. «Капля лета» (муз. Э. Поконов, сл. Т. Иванова)
5. «Три слова» (муз. К. Брейтбург, сл. С. Сашин)
6. «Время любви (Non-stop)» (муз. А. Лунёв, сл. С. Прушинская)
7. «Как всегда» (муз. Жасмин, сл. Э. Мельник)
8. «Море-море» (муз. И. Брылин, сл. И. Брылин, Э. Пургин)
9. «Вкус ночи» (муз. А. Лунев, сл. Э. Мельник)
10. «Иерусалим» (муз. К. Брейтбург, сл. С. Сашин)
11. «Ты меня любил» (муз. А. Лунёв, сл. К. Арсенев)
12. «Назовёт» (муз. О. Воляндо, сл. Т. Иванова)
13. «Так не должно быть» (муз. Д. Тухманов, сл. Л. Дербенёв)
14. «Утренняя гимнастика» (муз. и сл. В. Высоцкий)
15. «Самый любимый (remix)» (муз. и сл. А. Гусейнов)
16. «Холодно (remix)» (муз. И. Брылин, сл. А. Смогул, И. Брылин)